# Исфара (аэропорт)
Аэропорт «Исфара́» (тадж. Фурудгоҳи «Исфара») — небольшой аэропорт в городе Исфара, на крайнем северо-востоке Таджикистана, на высоте 875 метров над уровнем моря. Имеет одну асфальтированную взлетно-посадочную полосу длиной 2900 метров и шириной 42 метра, а также небольшое здание самого аэропорта.
Построен и открыт в советские годы, в тот период осуществлял рейсы в Душанбе, и в некоторые другие города. Ныне не используется в качестве пассажирского аэропорта с начала 1990-х годов. В основном используется в качестве военного аэродрома вооруженными силами Республики Таджикистан, а также в качестве грузового аэропорта. Несколько раз предпринимались попытки возродить аэропорт, но пока безуспешно.